# 5417 Solovaya
5417 Solovaya è un asteroide della fascia principale. Scoperto il 24 agosto 1981 da Ladislav Brožek, presenta un'orbita caratterizzata da un semiasse maggiore pari a 2,2978037 UA e da un'eccentricità di 0,1339374, inclinata di 1,46631° rispetto all'eclittica.